# 羅薩瓦河

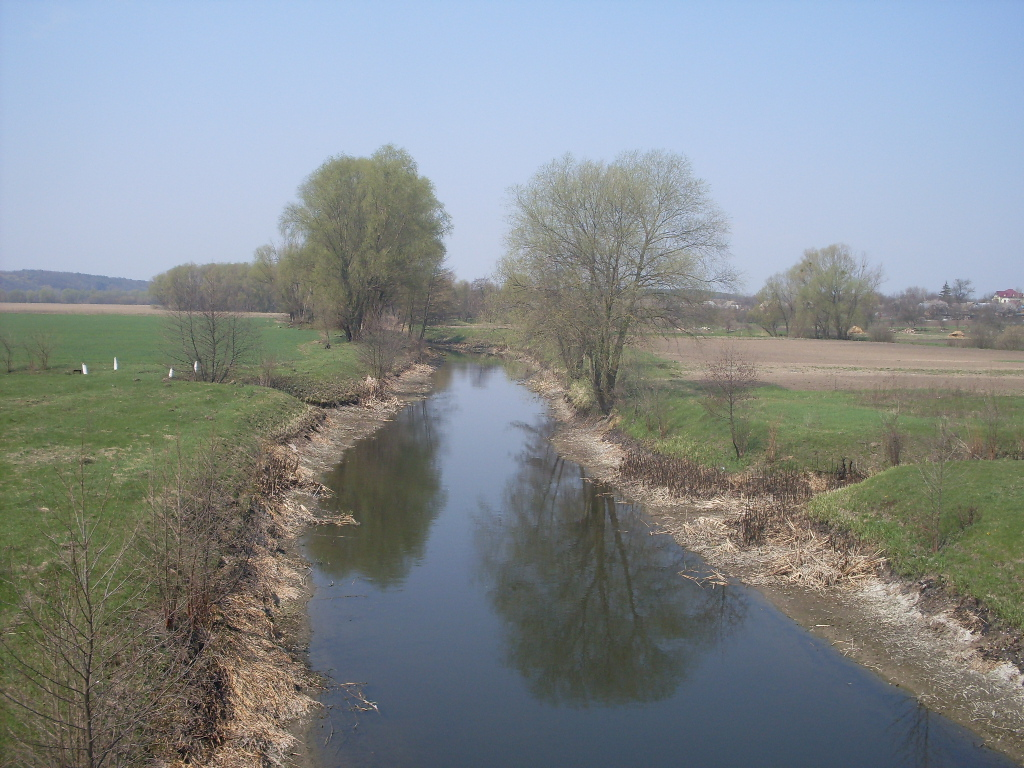

羅薩瓦河（烏克蘭語：Росава），是烏克蘭的河流，位於該國中部，屬於羅斯河的左支流，流經基輔州和切爾卡瑟州，河道全長90公里，流域面積1,720平方公里。